# دييغو لوبيز (لاعب كرة قدم أوروغواياني)
دييغو لوبيز (بالإسبانية: Diego López)‏ هو لاعب كرة قدم أوروغواياني، ولد في 6 أبريل 1999 في الأوروغواي. لعب مع إنستيتوسيون أتلتيكا سود أمريكا ‏.

## وصلات خارجية
- دييغو لوبيز على موقع قاعدة بيانات كرة القدم.إي يو (الإنجليزية)
- دييغو لوبيز على موقع Soccerway.com (الإنجليزية)